# Касуми Синто-рю Кэндзюцу
Касуми Синто-рю Кэндзюцу (яп. 霞神道流剣術) или Синто-рю Кэндзюцу (яп. 神道流剣術) — наименования, используемые для обозначения серии тренировочных форм (ката), посвященных работе с мечом против меча, практикуемых исключительно в школе Синто Мусо-рю. Система состоит из 12-и форм, 8 из которых посвящены длинному мечу (одати), и 4 — короткому (кодати).

## История
Ядро системы Синто Мусо-рю состоит из двух элементов: тренировочных форм дзёдзюцу и 12-и ката кэндзюцу. История происхождения последних точно не установлена, однако известно, что они присутствуют в школе с момента её основания, в отличие от таких ассимилированных искусств, как Утида-рю, Иккаку-рю, Иттацу-Рю и Иссин-рю. Основатель школы, Мусо Гонносукэ Кацуёси, до создания стиля Синто Мусо-рю прошёл серьёзную подготовку и получил большой опыт в различных боевых искусствах. Он получил мэнкё кайдэн (полную передачу знаний, лицензию на преподавание) школы Тэнсин Сёдэн Катори Синто-рю, и, как говорят, освоил тайные техники по линии боевых искусств традиции Касима. Предположительно, Мусо Гонносукэ Кацуёси и является создателем этих техник работы с мечом.
До середины 19-о века у системы из 12-и ката не было отдельного названия. Она именовалась как «8 форм для длинного меча и 4-е формы для короткого меча». Название «Синто-рю кэндзюцу» эта традиция получила благодаря исследованиям в области истории Синто Мусо-рю некоего Умэдзаки Тюкити (англ. Umezaki Chukichi), практиковавшего это искусство.
Название «Касуми» было открыто в результате недавних исследований, проведенных Цунэмори Каминодой (яп. 上野田 常守), прямым учеником Такадзи Симидзу (англ.  Shimizu Takaji), главы группы Нихон Дзёдокай (англ. Nihon Jodokai). Результаты этого исследования не были подтверждены какими-либо независимыми источниками, но это название использовалось в организации Каминоды для обозначения 12 форм кэндзюцу. Названия Синто-рю и Касуми Синто-рю используются в равной степени различными организациями, практикующими Синто Мусо-рю дзёдо.

## Кэндзюцу ката
Согласно книге Паскаля Кригера, 12 формальных техник Касуми Синто-рю Кэндзюцу состоят из следующих элементов:
Длинный меч:
- Ай сури Са (яп. 相摺 (左));
- Ай сури Ю (яп. 相摺 (右));
- Дзю (яп. 鷲);
- Ти барай (яп. 乳拂);
- Сарин (яп. 左輪);
- Укэ каэси (яп. 受返);
- Нито Ай (яп. 二刀合);
- Сури коми (яп. 摺込).

Короткий меч:
- Интю (яп. 咽中);
- Укэ нагаси (яп. 受流);
- Миуки домэ (яп. 棟受留);
- Цуки даси (яп.  突出).